# Teatro Re
Teatro Re bylo operní divadlo v Miláně v letech 1813–1872.

## Historie divadla
Budova byla navržena architektem Luigim Canonicou na žádost impresária Carla Re v místě starého kostela Chiesa di San Salvatore in Xenodochio. Slavnostní otevření se konalo18. prosince 1813 operou Tancredi Gioacchino Rossiniho.
Ve své době bylo jedním z nejslavnějších divadel ve městě. Divadlo byl zničeno požárem v roce 1872 a umělecká činnost byla přesunuta do nového divadla Teatro della Commedia, později známého pod jménem Teatro Manzoni na Piazza San Fedele.

## Operní premiéry
- Carlo Coccia: Evellina (1814)
- Giovanni Pacini: Il matrimonio per procura (1817)
- Giovanni Pacini: Dalla beffa il disinganno, ossia La poetessa (1817)
- Giovanni Pacini: Il carnevale di Milano (1817)
- Giovanni Pacini: Piglia il mondo come viene (1817)
- Giovanni Pacini: I virtuosi di teatro (1817)
- Giovanni Pacini: La bottega di caffè (1817)
- Giovanni Pacini: Adelaide e Comingio (1817)
- Michele Carafa: La festa di Bussone (1820)
- Alberto Mazzucato: I due sergenti (1841)
- Alberto Mazzucato: Luigi V, re di Francia (1843)
- Lauro Rossi: Il borgomastro di Schiedam (1844)
- Antonio Cagnoni: Il testamento di Figaro (1848)
- Emanuele Muzio: Claudia (1853)

V roce 1867 se v divadle konala italská premiéra operety Krásná Helena Jacqua Offenbacha.